# Laufkundschaft
Laufkundschaft (oder Gelegenheitskundschaft; englisch ladder, occasion customer, chance customer) sind in der  Absatzwirtschaft Kunden, die ihren Bedarf entweder als Passant zufällig „im Vorübergehen“ oder jeweils einmalig nach Vergleich der Marktdaten (Marktpreis, Menge und Qualität) bei ständig wechselnden Anbietern decken. Gegensatz sind die Stammkunden.

## Allgemeines
Der Betriebswirt Erich Gutenberg führte die Unterteilung in Lauf- und Stammkunden erstmals 1964 in die deutsche Fachliteratur ein, für ihn sind alle Kunden Laufkunden, solange eine hohe Mobilität der Nachfrage besteht. Nach Edwards wechseln die Laufkunden trotz konstant bleibender Aktionsparameter ständig zwischen den einzelnen Anbietern einer Branche. Der Laufkunde kommt zufällig des Weges und deckt einen plötzlichen Bedarf bei nächster Gelegenheit.
Unternehmen teilen ihre Kunden auch danach ein, wie häufig sie ein Geschäft mit einem bestimmten Kunden abschließen. Die Anbieter können ihren Umsatz und letztlich ihren Gewinn auch dadurch steigern, indem sie durch Maßnahmen der Kundenbindung dafür sorgen, dass Laufkunden zu Stammkunden werden. Anbieter mit ausschließlicher Laufkundschaft weisen stärkere Umsatzschwankungen auf als Unternehmen mit überwiegender Stammkundschaft. Insbesondere im Einzelhandel wird zwischen Stamm- und Laufkundschaft unterschieden. Wird die Laufkundschaft als Abnehmer bevorzugt, ist die Standortwahl von großer Bedeutung. Die Schätzung der Laufkunden muss auf einer Marktanalyse vor Ort beruhen, die das Marktpotenzial ergibt.

## Attribute
Laufkunden weisen keine Kundenbindung zu bestimmten Anbietern auf und wählen den Anbieter nach dem Preis-Leistungs-Verhältnis aus. Es fehlt eine dauerhafte Geschäftsbeziehung, wie sie bei Stammkunden vorhanden ist. Gelegenheitskunden sind primär dem Konsumgütermarkt zuzuordnen, auch im Dienstleistungssektor und der Unterhaltungsindustrie ist der Anteil der Laufkunden sehr hoch. Laufkundenorientierte Anbieter sind Gasthäuser, Motels, Kirmes (Kirchweih und Volksfeste) und Jahrmärkte, Veranstalter mit einmal stattfindenden Veranstaltungen, Fast-Food-Ketten mit eiliger Laufkundschaft, Kunden ohne Girokonto am Bankschalter (Inlandswährung, Wertpapiere, Sorten oder Edelmetalle), Kioske, Rechtsanwälte oder Reparaturwerkstätten. Fußgängerzonen und Einkaufsstraßen zeichnen sich absatzwirtschaftlich durch einen hohen Anteil von Interessenten und Laufkunden aus. Typische Nachfrager sind Einkaufsbummler und Touristen. Ihre zufällige Kaufbereitschaft kann häufig ein Spontankauf sein. 
Die Laufkunden sind bis auf räumliche Präferenzen völlig präferenzfrei, sie weisen weder zeitliche, sachliche noch persönliche Präferenzen auf. Zu den persönlichen Präferenzen gehören etwa die Attribute Beratung oder Werbung, zeitliche sind Öffnungszeiten oder Lieferfristen, als sachliche sind Serviceunterschiede oder Markttransparenz zu nennen, und räumliche Präferenzen sind Standortvorteile oder der Punktmarkt. Wegen der vorhandenen räumlichen Präferenzen ist die Standortqualifizierung eines Einzelhandelsbetriebes mit dem wichtigen Kriterium der Anteile an Stamm- und Laufkundschaft von Bedeutung („Lauflagen-Standorte“).

## Stammkunden durch Kundenbindung
Aus Laufkunden können bei professioneller Kundenpflege Stammkunden werden, aus Stammkunden können bei fehlender oder mangelhafter Kundenbindung Laufkunden werden. Das Unternehmensziel von Unternehmen mit einem hohen Anteil von Gelegenheitskunden muss es sein, Stammkunden durch Kundenbindung zu gewinnen. Denn diese sorgen für höhere Umsatzstabilität, während Laufkunden zur Volatilität der Umsätze beitragen. Dazu muss der Bedarf von Laufkunden durch Marktanalyse und Bedarfsanalyse ermittelt werden. 	 

## Bedeutung der Laufkunden für den Anbieter
Das Umsatzpotenzial von Laufkunden ist wegen der sehr hohen Zufallswahrscheinlichkeit schwer zu ermitteln, selbst ungünstige Witterungseinflüsse können sich auf ihre Kaufentscheidungen auswirken. An Standorten mit hoher Laufkundenpräsenz (Bahnhöfe, Häfen, Flughäfen, Fußgängerzonen, Einkaufsstraßen, Einkaufszentren) muss der Laufkunde durch effiziente Außenwerbung (Schaufenster) auf das Angebot aufmerksam gemacht werden. Mit Sonderangeboten sollen Laufkunden angelockt, Hortungskäufe ausgelöst und Marken- und Produktwechsel angeregt werden. Passantenfrequenz, Zielgruppenagglomeration und Wettbewerbsagglomeration zeichnen die einzelnen Standorte aus. Je höher die Passantenfrequenz innerhalb eines bestimmten Zeitraumes liegt, umso wahrscheinlicher ist die Präsenz von Laufkunden in den betroffenen Läden; denn der größte Teil der Passanten hieraus entfällt auf die Gelegenheitskunden, während sich hierunter nur wenige Stammkunden befinden. Die Auswirkung der Passantenfrequenz auf den Umsatz lässt sich mit Hilfe einer Regressionsanalyse ermitteln. McDonald’s verwendet bei der Standortwahl an Bahnhöfen und Flughäfen folgende Standortfaktoren:
- Größe mindestens 250 m²,
- große Anzahl von Reisenden,
- große Anzahl von Abholern und Bringern,
- sehr hohe Passentenfrequenz und
- große Anzahl von Besuchern.

Das Marktpotenzial muss bei laufkundenorientierten Unternehmen recht hoch sein, damit eine ausreichende Umschlagshäufigkeit erreicht werden kann. 
Laufkundenorientierte Anbieter müssen versuchen, durch Cross-Selling und Steigerung der Umschlagshäufigkeit ihre Umsätze mit Laufkunden zu erhöhen. In der Gastronomie beispielsweise muss es Ziel sein, nicht nur eine Hauptspeise, sondern auch Getränke, Vorspeisen und Nachspeisen zu verkaufen (Cross-Selling) und durch schnelle Bedienung des Gastes Platz zu schaffen für neue Gäste (Umschlagshäufigkeit). Außerdem stehen als Variablen eine Erweiterung der Öffnungszeiten, Vergrößerung auf Außengastronomie, Lieferdienste oder Drive-ins zur Verfügung.